# Yann Michael Yao
Yann Michael Yao (sinh 20 tháng 6 năm 1997) là một cầu thủ bóng đá Bờ Biển Ngà, thi đấu cho Floridsdorfer AC.

## Sự nghiệp câu lạc bộ
Anh ra mắt Giải bóng đá hạng nhất Áo cho Floridsdorfer AC ngày 18 tháng 8 năm 2017 trong trận đấu với Kapfenberger SV.